# چم صیدی سفلی
چَم صیدی سُفلی روستایی است کوهستانی در شهرستان بروجرد در استان لرستان. این روستا در دهستان همت‌آباد از توابع بخش مرکزی این شهرستان قرار دارد و آب و هوای آن سرد و کوهستانی است.

## مردمشناسی
اهالی روستای چم صیدی پائین گویش لری دارند و دامپروری شغل اصلی آنان است.

## جمعیت
بنابر سرشماری مرکز آمار ایران، جمعیت چم صیدی پائین در سال ۱۳۸۵، برابر با ۲۳ نفر بوده‌است که از این میان ۱۱ نفر مرد و بقیه زن بوده‌اند. این روستا تنها ۵ خانوار دارد.